# 揭曰訓
揭曰訓（1881年？—？），字友莘，山東省單縣人，中華民國政治人物。

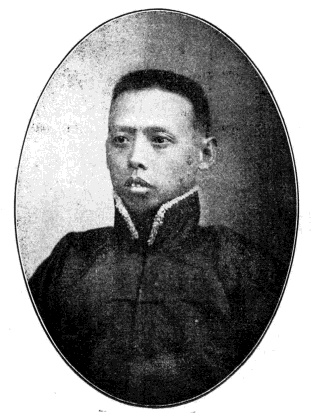
《民国之精华》中的揭曰訓照片

## 生平
清朝宣統元年（1909年），揭曰訓畢業於山東優級師範學堂。學部試驗以舉人出身，歸部銓選。武昌起義爆發後，揭曰訓即商同彭占元回籍，聯合同志，光復了豐沛渦陽等縣。民國元年（1912年），共和宣布後，揭曰訓當選為山東臨時省議會議員。同年，蘇皖魯豫之交，土匪蜂起，揭曰訓協辦清鄉事宜，一時地方賴以安寧。揭曰訓又考察東省官吏之優劣，吏治隨之一新。
民國二年（1913年），揭曰訓當選為中華民國第一屆國會參議院議員。解職後，即赴黑龍江省，籌辦礦墾牧畜事宜。袁世凱稱帝後，揭曰訓赴上海，聯合同志，反對袁世凱稱帝。1916年袁世凱逝世後，國會重開，揭曰訓回到北京繼續擔任參議院議員。